# 루고지

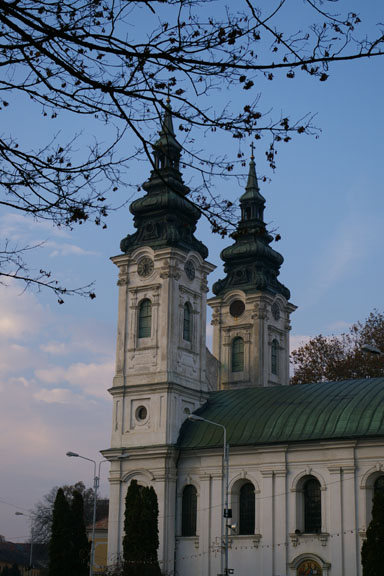
루고지

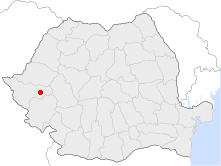
루고지의 위치

루고지(루마니아어: Lugoj, 독일어: Lugosch 루고슈[*], 세르비아어: Lugoš / Лугош 루고시, 헝가리어: Lugos 루고시[*], 튀르키예어: Logoş 로고슈[*])는 루마니아 서부에 위치한 티미슈주의 도시로 면적은 88.05km2, 인구는 37,700명(2011년 기준)이다. 티미슈강을 사이에 두고 서로 떨어져 있는데 우안에는 루마니아인이, 좌안에는 독일인이 거주한다. 드라큘라 백작을 연기했던 전설적인 호러 영화배우 벨라 루고시의 고향이자 예명이기도 하다.

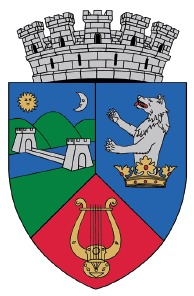
시 문장

## 자매 도시
- 세르비아 브르샤츠
- 헝가리 섹사르드
- 프랑스 오를레앙
- 독일 예나
- 몰도바 니스포레니
- 이탈리아 모노폴리